# Jackalopes de Grand Junction
Les Jackalopes de Grand Junction (en anglais : Grand Junction Jackalopes) sont une équipe de ligue mineure de baseball de niveau recrue basée à Grand Junction, dans le Colorado aux États-Unis, et faisant partie de la Pioneer League.
Première équipe de la Pioneer League à être établie dans l'État du Colorado, les Rockies s'installent à Grand Junction en 2012. Ils jouent leurs matchs locaux au Suplizio Field, un stade pouvant accueillir 7 014 personnes, et font partie de la division Sud de la Pioneer League.
Les Rockies de Grand Junction sont un club-école de niveau recrue des Rockies du Colorado de la Ligue majeure de baseball. Ces derniers avaient au départ établis ce club-école à Casper au Wyoming en 2001 et ont maintenu l'affiliation lorsque l'équipe a pris le chemin de Grand Junction.

## Histoire

Ancien logo

### Avant le Colorado
La franchise des Jackalopes de Grand Junction est au départ fondée à Butte, dans le Montana, où elle joue sous le nom des Copper Kings de Butte de 1978 à 1985 et de 1987 à 2000. Affilié à plusieurs franchises différentes lorsqu'il évolue au Montana, le club est relocalisé à Casper dans le Wyoming à partir de la saison 2001, qui est celle où débute une association avec les Rockies du Colorado de la Ligue majeure de baseball. L'équipe, connue sous le nom de Rockies de Casper de 2001 à 2007, puis Ghosts de Casper à partir de 2008, déménage au Colorado après la saison 2011.

### Grand Junction
Les Rockies de Grand Junction, club-école de niveau recrue des Rockies du Colorado de la Ligue majeure de baseball, sont établis dans la division Sud de la Pioneer League et disputent leur première saison en 2012.
C'est le premier club de la Pioneer League établi au Colorado.
En 2021, l'équipe prend le nom de Jackalopes de Grand Junction.